# Gijsbertus Craeyvanger
 Gijsbertus Craeyvanger (Utrecht, 21 de octubre de 1810 – Utrecht, 17 de julio de 1895) fue un pintor paisajista holandés. 
Su hermano Reinier también era pintor y su padre Gerardus era músico.
Estudió en la Real Academia de Bellas Artes de Ámsterdam, donde, entre otros, fue alumno de Jan Willem Pieneman.

## Galería

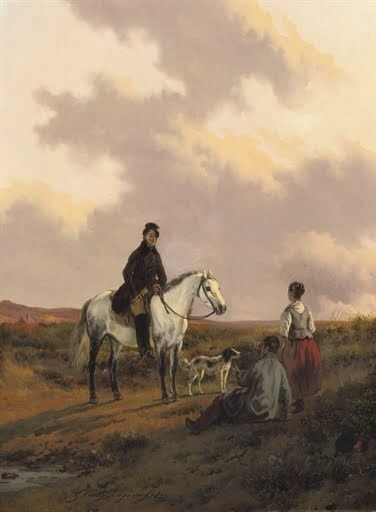
Een mooie jachtdag
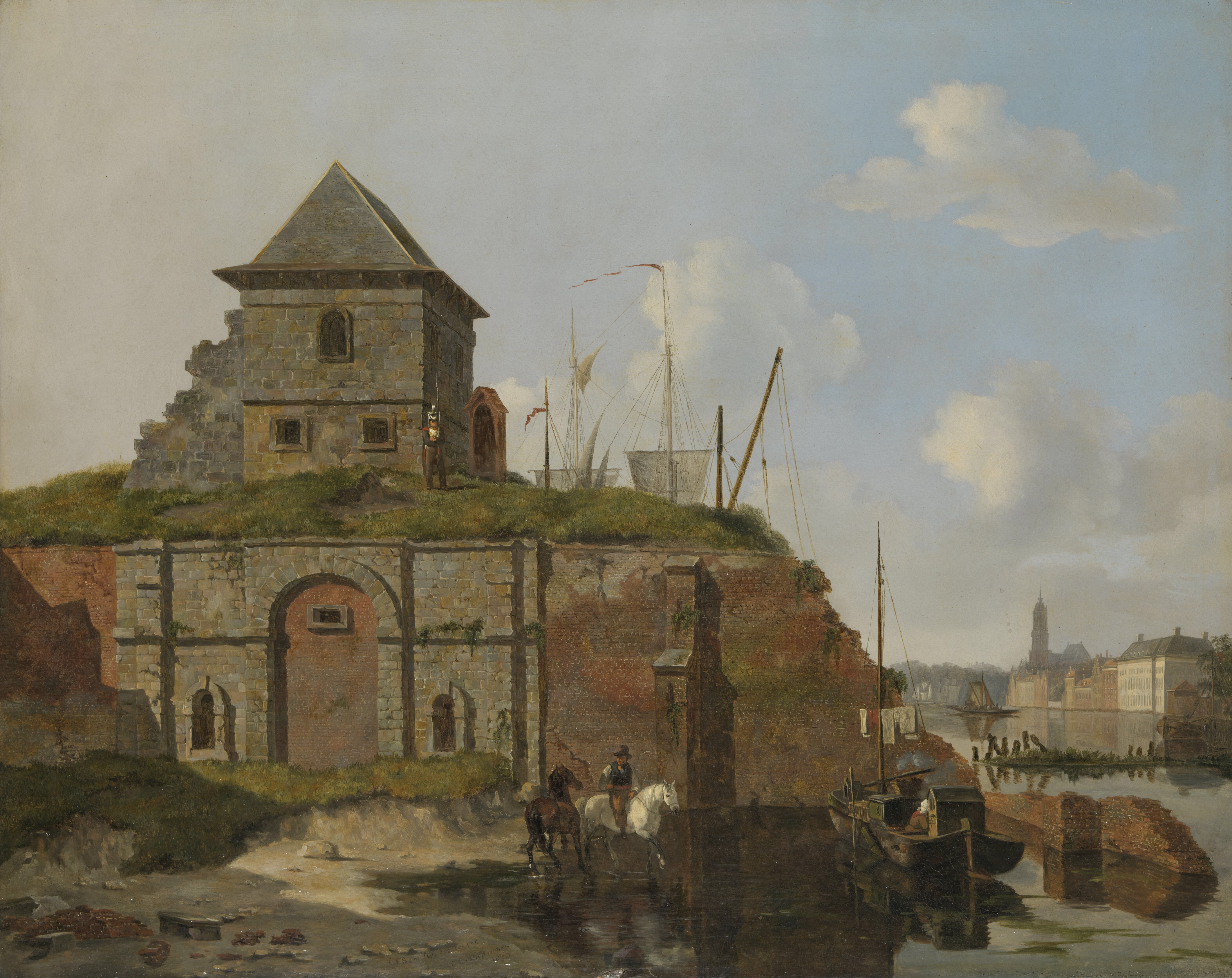
Stadswal met kruitmagazijn, coproductie van Behr en Craeyvanger, Rijksmuseum
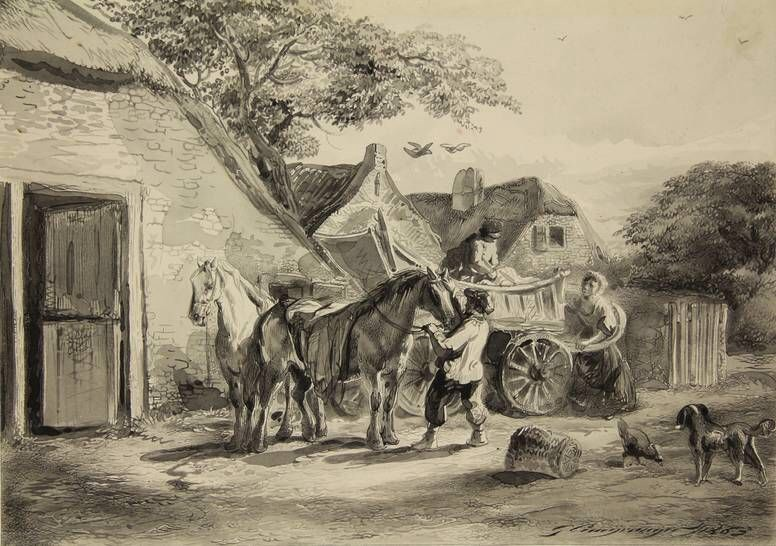
Tekening, zonder titel